# Tišina (Šamac)
Pour les articles homonymes, voir Tišina.
Tišina (en serbe cyrillique : Тишина) est un village de Bosnie-Herzégovine. Il est situé dans la municipalité de Šamac et dans la république serbe de Bosnie. Selon les premiers résultats du recensement bosnien de 2013, il compte 1 055 habitants.
Avant la guerre de Bosnie-Herzégovine, le village faisait entièrement partie de la municipalité de Šamac (Bosanski Šamac) ; après la guerre, son territoire a été partiellement rattaché à la municipalité de Domaljevac-Šamac nouvellement créée et intégrée à la fédération de Bosnie-et-Herzégovine.

## Démographie

### Évolution historique de la population dans la localité
| 1948 | 1953 | 1961  | 1971  | 1981  | 1991  | 2013  |
| ---- | ---- | ----- | ----- | ----- | ----- | ----- |
| -    | -    | 1 527 | 1 804 | 2 032 | 2 032 | 1 055 |

|  |

### Communauté locale
En 1991, Tišina englobait deux communautés locales : Hrvatska Tišina et Srpska Tišina.
Hrvatska Tišina comptait 997 habitants, répartis de la manière suivante :
Srpska Tišina comptait 818 habitants, répartis de la manière suivante :